# Ränteavdrag
Ränteavdrag eller räntereduktion ingår i rätten att dra av kapitalförluster från skatten. I Sverige kan ränteutgifter för privatpersoner kvittas inte bara mot ränteintäkter utan även mot inkomst av arbete. Ett sådant ränteavdrag gör det möjligt för en låntagare att låna större belopp än vad som annars vore möjligt genom att sänka kostnaden för att låna pengar. Fördelen med detta är att mindre bemedlade hushåll kan bo bra och att det förmodas stimulera bostadsbyggande[källa behövs]. Nackdelen är att det driver upp bostadspriserna och ökar utlåningen. Sänkningen av ränteavdragen anses ha bidragit till finanskrisen i Sverige 1990–1994[källa behövs].

## Ränteavdrag i Sverige
I Sverige görs avdragen från räntan, mot skatteinbetalningar med 30 procent av beloppet. När räntekostnaden överstiger 100 000 kronor får endast 21 procent av räntan dras av på den del av beloppet som överstiger 100 000 kronor. År 2012 omfattade ränteavdragen cirka 32 miljarder kronor då svenskarna hade sammanlagda ränteutgifter på cirka 108 miljarder kronor. I medeltal hade varje låntagare som gjorde ränteavdrag en total årsräntekostnad på 21 400 kronor och gjorde således i snitt ett ränteavdrag på 6 420 kronor.
Ränteavdragen blev en stridsfråga i riksdagsvalet i Sverige 1979. Skattereformen 1990/91 gjorde att avdragsrätten för räntor minskade från 50 till 30 procent. 2016 minskade svenska statens inkomster enligt beräkning 15,3 miljarder SEK. 
Ränteavdrag förekommer även i företagssektorn, något staten sökt begränsa.
Ekonomiprofessor Lars Jonung har riktat kritik mot systemet med ränteavdrag, då det inte balanseras mot motsvarande skatteintäkter och därför utgör en oförutsägbar kostnad för staten. Såväl Internationella valutafonden som Konjunkturinstitutet har under 2015 rått regeringen att i tider av nollränta trappa ner ränteavdraget. Liknande uppmaningar har kommit från riksbankschefen Stefan Ingves.

## Ränteavdrag i andra länder
I Finland görs ränteavdragen från kapitalinkomsterna och på ränteunderskott får underskottsgottgörelse göras till ett visst belopp. Förslag har lagts för att förändra situationen.
Liknande avdrag finns även i Belgien, Irland, USA, Nederländerna och Schweiz.